# Az erza nyelv napja
Az erza nyelv napját (erza nyelven: Эрзянь Келень Чи, erzjany keleny csi) 1993 óta április 16-án ünneplik Mordvinföldön, az Erza Nyelv Megmentéséért Alapítvány kezdeményezésére. Április 16-a Anatolij Pavlovics Rjabov születésnapja, aki az erza nyelv első professzora volt, nyelvész és pedagógus, nevéhez fűződik az erza nyelv latin betűs ábécéjének megalkotása. Az ünnepnap célja, hogy felhívja a figyelmet az erza nyelv megmentésére, hiszen kisebbségi nyelvként beszélői száma folyamatosan csökken. Az ünnep célja továbbá a nyelv népszerűsítése. Mordvinföld mellett az erza nyelv napját rendszeresen megtartják Észtországban is. A különféle programokon előadások tartása mellett népművészeti (zenei), kulináris és egyéb bemutatókat is tartanak. Az alapítvány újságot is megjelentet Erzjany Masztor címmel.